# トリカラ
トリカラ（ギリシア語: Τρίκαλα/Trikka）は、ギリシャのテッサリア地方の北西部の町であり、トリカラ県の県都である。

## 歴史

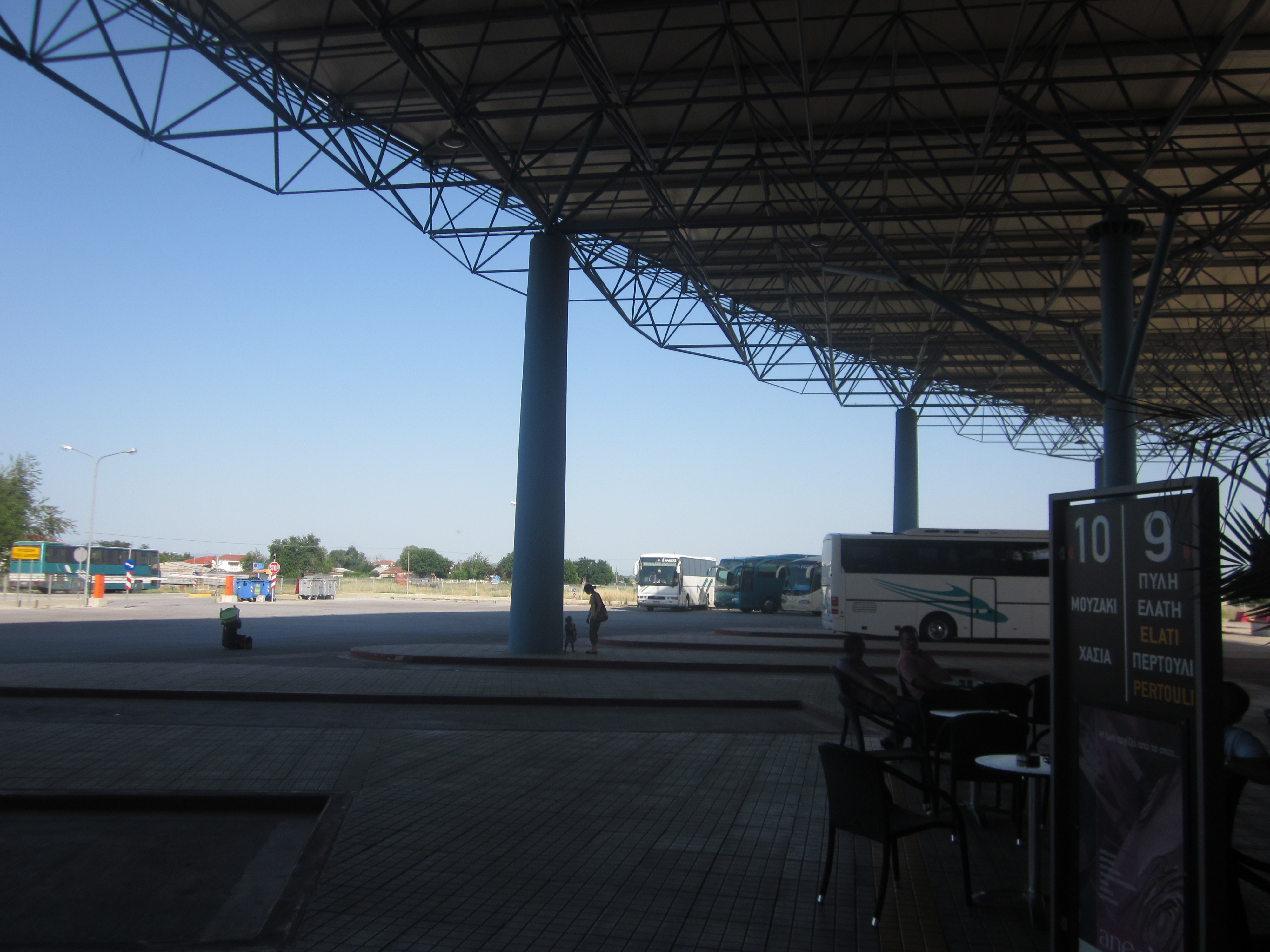
長距離バスターミナル

トリカラの町は、ギリシャ中央部の肥沃なテッサリア平原上に位置している。古代ギリシアのホメロス時代には、トリッカ(Trikka)と呼ばれ、3つのアルゴナウタイ神話の発祥地だとされている。また、アスクレーピオスの出身地だとも言われているが、これは古代に彼の大神殿が存在していたエピダウロス出身であるという説もある。医学の神であるアスクレーピオスの神殿であるとともに、病院でもあった遺跡は、トリカラの町の中央広場と聖ニコラオス教会の間に現存している。
また、ギリシャ・ローマ時代のモザイク画が描かれた床や、店や公衆浴場などの遺跡も多く残っている。東ローマ帝国時代になると、古代のアクロポリスには要塞が築かれた。こうして、町にはリタイオス川が流れ、聖デモトリオス教会と聖アナルギュリ教会がある現在のトリカラの町の原型となった。
その後、トリカラはオスマン帝国に併合され、やがてギリシャ王国の統治下に入ったが、1897年の希土戦争では4月28日から6か月間オスマン帝国に占領された。大戦中のピンドス公国の支配下ではトリカラの国民意識の融和が進んだ。

### 現在のトリカラ
トリカラにはトリカラ県立病院がある。また、1994年に設立されたテッサリア大学の体育・スポーツ科学学部の本部がトリカラに置かれている。また、20を超える中等教育学校が存在している。2005年12月からトリカラ地区では各家庭に高速無線インターネットの接続が無料で行われた。これによって2007年には約95%の地域でインターネットが使用できるようになった。また、トリカラはプロ・サッカークラブのAOトリカラの本拠地でもある。

## 遺跡
- アスクレーピオスの神殿

## 姉妹都市
- アンベルク、バイエルン州、ドイツ
- トゥーソン、アリゾナ州、アメリカ合衆国
- ブラショフ、ルーマニア

## 著名な出身者
- エクメニオス (990年頃、トリッカ大主教)
- ゲオルギオス・コンディリス (1879-1936、ギリシャ軍司令官・首相)
- ヴァシリス・ツィツァニス (1915-1984、作詞家・歌手)
- クリストス・パパニコラウ (1941-、棒高跳び選手)
- ソティリオス・ハツィガキス (1944-、政治家)
- ヴァシア・ロイ (1975-、スタイリスト・コメンテーター)
- エウティミオス・レンツィアス (1976-、バスケットボール選手)
- ソティリオス・キルギアコス (1979-、サッカー選手)

## 参考
- "PDF (875 KB) 2001 Census" (ギリシャ語). National Statistical Service of Greece (ΕΣΥΕ).  より (2007-10-30)
- "Basic Characteristics". Ministry of the Interior.(ギリシャ語)  より (2007-08-07)